# 沼津貝塚
沼津貝塚（ぬまづかいづか）は、宮城県石巻市沼津字出外・八幡山にある縄文時代の代表的な貝塚。別称出外（でと）貝塚ともいう。1972年（昭和47年）10月21日、国の史跡に指定される。

## 概要
本貝塚は、石巻市の東に万石浦があり、その北方の標高25～15メートルの丘陵上に立地する。遺跡全体の面積は東西220メートル、南北160メートルである。縄文時代前期からの遺物が存在し、中期後半に入って貝層が形成され、縄文時代中期後半から後期初頭にかけてはハマグリを主体とし、縄文時代後期中葉から晩期前半にかけてはアサリ、縄文時代晩期後半から弥生時代にかけてヤマトシジミを主体とするの層順でみられる。
地元の毛利総七郎と遠藤源七によって、1908年（明治41年）から1929年（昭和4年）にかけて継続的に発掘調査され、長谷部言人や杉山寿栄男など多くの研究者も参加している。出土品では、釣り針・銛・ヤスなどの骨角器が多いことが特徴である。その他、漁具や櫛・垂飾品などの装身具など膨大な遺物が採集されている。このうちの骨角器一括、縄文土器2点、岩版1個、土製獣2点が一括して重要文化財に指定されている（東北大学蔵）。
戦後になって1958年（昭和33年）、1963年（昭和38年）、1967年（昭和42年）には研究会・大学・県などの研究団体が発掘調査している。
規模も大きく、貝塚の保存状態もよく、出土の骨角器も多量などの理由から1972年（昭和47年）、東北地方における縄文時代の貝塚として国の史跡に指定された。